# Ramsåsa
Ramsåsa is een plaats in de gemeente Tomelilla in het Zweedse landschap Skåne en de provincie Skåne län. De plaats heeft 61 inwoners (2005) en een oppervlakte van 11 hectare. In het dorp ligt de kerk Ramsåsa kyrka, het kerkgebouw is gebouwd rond 1200 en heeft een kerktoren uit de 15de eeuw. Ten zuiden van Råmsasa ligt bos, voor de rest grenzen vooral akkers aan het dorp.

## Verkeer en vervoer
Langs de plaats loopt de Riksväg 11.
Tomelilla · Brösarp · Onslunda · Smedstorp · Lunnarp · Spjutstorp · Eljaröd · Ramsåsa · Benestad · Andrarum